# Reserva Natural de Ännikse
A Reserva Natural de Ännikse é uma reserva natural localizada no condado de Pärnu, na Estónia.
A área da reserva natural é de 540 hectares.
A área protegida foi fundada em 2007 para proteger a biodiversidade nas aldeias de Ännikse, Rauksi e Koeri (todas na freguesia de Varbla).